# 2-й Инженерный мост
2-й Инжене́рный мост — автодорожный каменный арочный мост через ныне засыпанный Воскресенский канал в Центральном районе Санкт-Петербурга, по правой набережной реки Фонтанки у Михайловского (Инженерного) замка. Объект культурного наследия России федерального значения.

## Название
Название известно с 1890-х годов и дано по расположенному рядом Инженерному замку. 

## История
Мост построен в 1824—1826 годах по проекту инженера П. П. Базена при устройстве сквозного проезда по набережной Фонтанки. Возможно, одним из авторов решётки перильного ограждения моста был К. И. Росси. В 1879–1882 Воскресенский канал был засыпан, но мост сохранился в неизменном виде; нижняя часть свода моста была засыпана, а верхняя зашита металлическим листом. 
В 1952—1955 годах по проекту архитектора А. Л. Ротача силами «Ленмосттреста» выполнена реставрация моста: восстановлены утраченные торшеры и фонари, отремонтированы перильные ограждения и гранитные парапеты. В 1983 году произведена очередная реставрация, выполнен ремонт гранитного бордюра, отделяющего тротуар от проезжей части, и восстановлена позолота архитектурных деталей моста. В 1991 году отреставрированы перила моста, в 1994 году — торшеры с фонарями. Демонтированы металлические листы, закрывавшие пролет моста с верховой стороны.
В 1995 году произведен частичный ремонт каменного свода, гидроизоляции, выправлены тротуарные гранитные плиты и бордюрное ограждение. Все гранитные поверхности очищены пескоструем. В 1999 году заменена гидроизоляция на проезжей части. Весной 2018 года обновлена позолота торшеров.

## Конструкция
Мост однопролётный каменный арочный (бесшарнирная арка). Пролёт перекрыт кирпично-плитным сводом с гранитными арками по фасадам, по оси моста и гранитным прокладным рядом в замке. Мост косой в плане. Устои из бутовой кладки на свайном основании из деревянных свай. Расчётный пролёт моста 15,2 м. Длина моста составляет 15,8 (25,0) м, ширина — 10 м (ширина проезжей части 6,8 м и два тротуара по 1,6 м).

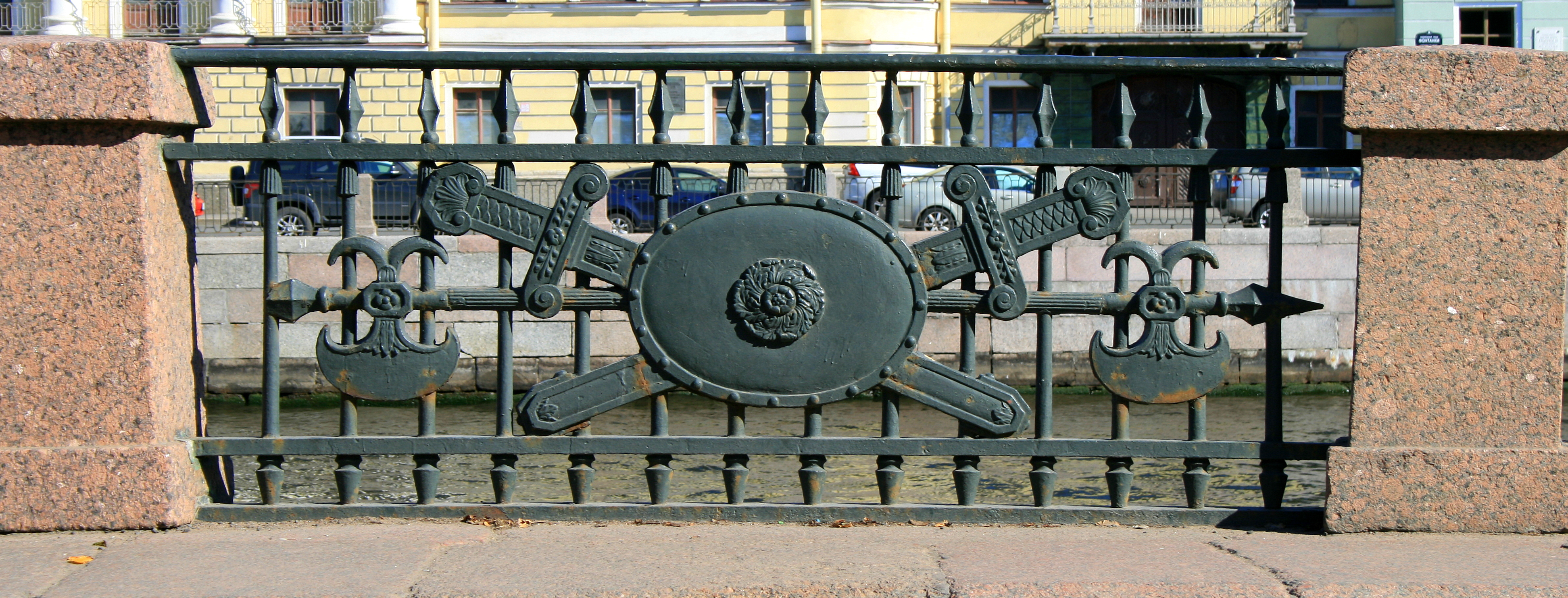
Перильное ограждение моста

Мост предназначен для движения автотранспорта и пешеходов. Проезжая часть моста включает в себя 2 полосы для движения автотранспорта. Покрытие проезжей части — асфальтобетон. На тротуарах уложены гранитные плиты. На открылках тротуары отделены от проезжей части гранитным бордюром. Опоры моста, свод, фасады облицованы блоками розового гранита (рапакиви). Фасадные арки облицованы гранитом с «веерной» укладкой:13. Перильное ограждение – чугунные решетки художественного литья с накладной арматурой из воинских атрибутов, расположенные между гранитными тумбами. На въездах моста — четыре торшера в виде пучков из 6 копий, соединенных переплетающимися венками, на которых укреплены шестигранные фонари:15.